# Cinquanta penny (moneta britannica)
Quella da cinquanta penny (50p) (in inglese fifty pence) è una moneta della sterlina britannica. Fu emessa il 14 ottobre 1969 in preparazione alla decimalizzazione della valuta del Regno Unito e circolò col valore di 10 scellini sino al 15 febbraio 1971. Diametro e peso di questa moneta furono ridotti nel 1997 e, oggi, la vecchia versione non ha più corso legale.
Dopo che in fase progettuale si erano realizzati bozzetti di monete con 10 o 12 lati, venne preferita la versione eptagonale. Si è trattato della prima moneta di questa forma al mondo, forma scelta perché funzionale all'uso con venditori automatici, nonché della moneta di più alto valore nominale in circolazione dal momento in cui venne introdotta sino al 1983, quando fu emessa la moneta da una sterlina. La macchina che conia le monete da 50p può coniare fino a 500 pezzi al minuto, 30 000 ogni ora e 702 000 al giorno.
Al 31 marzo 2012 sono stati stimati 865 000 000 di pezzi in circolazione, per un valore di 432 500 000 sterline.
Il potere liberatorio di questa moneta è stato fissato in 20 pezzi, vale a dire per pagamenti fino a 10 sterline.

## Storia
Il disegno originale di questa moneta riprendeva un "classico" della numismatica inglese, la Britannia seduta con lancia e scudo che appare sulle monete sin dal 1672. All'epoca, un disegno molto simile si trovava sul penny e sugli halfpenny precedenti al 1936. Malgrado il design tradizionale, la nuova moneta rappresentava un'innovazione assoluta per via del suo contorno a sette facce, che ne facilitava il riconoscimento rispetto alle vecchie monete rotonde di diametro simile, come la mezza corona. Circolò fianco a fianco con la banconota da 10 scellini che fu poi ritirata dalla circolazione nel 1971 e rispetto alla quale era molto più conveniente da produrre e distribuire. Inizialmente era stato preferito, al rovescio, lo stemma reale e solo dopo la coniazione di alcuni pezzi di prova si decise di cambiare immagine. Ad ogni modo, la moneta non fu generalmente ben accolta perché causò un po' di confusione, venendo scambiata sia per una vecchia moneta da mezza corona che per un pezzo da 10 New Pence, simile per diametro.
La prima versione, pesante 13,50 grammi e misurante 30 millimetri di diametro, rimase in circolazione sino al 28 febbraio 1998. Il disegno del diritto, l'effigie della regina Elisabetta II, era opera di Arnold Machin mentre il rovescio era stato inciso da Christopher Ironside. Al diritto la legenda ELIZABETH II D G REG F D e al rovescio, in alto NEW PENCE, in esergo il valore 50. Nel 1973 fu emesso un tipo commemorativo dell'ingresso del Regno Unito nella CEE, opera di David Wynne, con al rovescio la scritta 50 PENCE al centro, su due linee; lungo il bordo nove mani sovrapposte (rappresentanti i nove Paesi della Comunità) formavano una corona di forma eptagonale. Al diritto l'unica modifica riguardò la legenda, sprovvista della data. In un primo momento si era pensato di inserire anche la parola EUROPA, ma successivamente l'ufficio per il Commonwealth e gli affari esteri ritenne "non opportuna" tale dicitura. Nel 1982, come in tutte le monete britanniche, la legenda NEW PENCE fu sostituita con FIFTY PENCE; nel 1985 venne rimpiazzato il ritratto del diritto con uno più aggiornato, opera di Raphael Maklouf. Nel 1993 fu emesso un secondo pezzo commemorativo, dedicato al completamento del mercato comune europeo ed alla presidenza di turno dell'Unione da parte del Regno Unito: al rovescio erano pertanto raffigurate stelle e sedie intorno ad un tavolo stilizzato, in alto 1992 1993e, in basso, 50 PENCE. La tiratura di questa moneta, disegnata da Mary Milner Dickens, fu bassissima, solo 109 000 pezzi. Un altro tipo commemorativo fu emesso nel 1994, per i 40 anni del D-Day, con al rovescio la scena dell'arrivo dei velivoli alleati sulla Normandia e 50 PENCE, il tutto opera di John William Mills.
Nel 1997 le dimensioni della moneta furono ridotte, come già avvenuto per i 5 pence nel 1990 e i 10 pence nel 1992. Il disegno era identico a quello della versione più grande e, nel 1998, il ritratto della sovrana al diritto fu sostituito con quello attuale, disegnato da Ian Rank-Broadley. Di questa moneta esistono diversi conii commemorativi: nel solo 1998 ne vennero emessi due, uno dedicato al 50º anniversario dell'istituzione del National Health Service e l'altro al 25º anniversario dell'ingresso del Regno Unito nell'Europa unita. Il primo tipo, disegnato da David Cornell, raffigurava due mani poste su uno sfondo radiato con le parole FIFTIETH ANNIVERSARY e 50 PENCE; lungo il bordo della moneta compare per cinque volte la sigla NHS. L'altro tipo prevede un'allegoria di dodici stelle stilizzate con la sigla EU, ai lati le date 1973 e 1998, in esergo il valore. A Mary M. Dickens fu anche affidato il disegno dell'emissione commemorativa del 150º anniversario del Public Libraries Act, nel 2000. Al rovescio, un libro aperto con le pagine che si girano, sormontato dalle date 1850 e 2000, poggia sul tetto di una biblioteca "classicheggiante", nel cui frontone sono incisi dei compact disc. A destra il valore.
Nel 2003, per celebrare il centenario della Women's Social and Political Union, fu emessa una moneta con, al rovescio, la sagoma di una suffragetta sorregge un cartello con le iniziali WSPU, a destra una scheda elettorale con la scritta GIVE WOMEN THE VOTE, sulla sinistra il valore, in esergo le date 1903 e 2003. L'anno seguente venne emesso un tipo dedicato all'impresa di Roger Bannister, che cinquanta anni prima era stato il primo a correre un miglio in meno di 4 minuti, raffigura le gambe di un atleta davanti ad un cronometro e, in esergo, il valore. L'incisore di questa moneta è James Butler. Nel 2005 fu coniato un 50 penny celebrativo del 250º anniversario della pubblicazione de A Dictionary of the English Language di Samuel Johnson. Riproduce al rovescio, sotto il valore, le definizioni delle parole Fifty e Pence tratte dall'opera, ed in basso JOHNSON'S DICTIONARY 1755. Venne disegnata da Tom Phillips.
Nel 2006, per festeggiare il 150º anniversario dell'istituzione della Victoria Cross, furono realizzati ben due coni commemorativi. Il primo, opera di Claire Aldridge, raffigurante le due facce della medaglia con la data 29 JAN 1856 al centro del rovescio della stessa e, sulla destra ed in basso, VC FIFTY PENCE su tre righe. Il secondo rovescio raffigura un soldato nell'atto di portare a braccia un ferito, sullo sfondo la sagoma raggiata dell'onorificenza, in basso FIFTY PENCE; è stato inciso da Clive Duncan. L'anno seguente, la Royal Mint decise di celebrare il centenario del movimento scout, ponendo al rovescio della moneta il celebre giglio simbolo dell'organizzazione fondata da Robert Baden-Powell. Sullo sfondo della figura s'intravede la Terra e, lungo il bordo, corre la legenda BE PREPARED 1907 2007 FIFTY PENCE. Incisore Kerry Jones.
Nel 2008 non vi furono emissioni commemorative perché venne modificato per intero il tipo, disegnato da Matthew Dent, che riproduce la parte terminale dello stemma reale del Regno Unito, dove si intravedono l'arpa celtica (a sinistra) e il leone inglese (a destra). In basso la legenda FIFTY PENCE.
Il 2009 vide celebrare il 250º anniversario della creazione dei Royal Botanic Gardens, con l'immagine di una pagoda con inciso KEW alla base e lungo la quale corre un tralcio di vite; ai lati le due date 1759 e 2009. Il tutto inciso da Christopher Le Brun. Il centenario del movimento Girlguiding, equivalente femminile dello scautismo, è stato festeggiato con l'emissione commemorativa dei 50p nel 2010. Jonathan Evans e Donna Hainan incisero il rovescio, dove sei quadrifogli stilizzati (emblema dell'associazione) ne racchiudono uno più piccolo al centro, in basso il valore, lungo il bordo CELEBRATING 100 YEARS OF GIRLGUIDING UK.
Nel 2011 sono stati emessi ben 30 tipi commemorativi distinti, 29 dei quali dedicati ai vari sport che saranno presenti ai Giochi di Londra 2012. Ventisei di essi sono dedicati a sport per normodotati (nuoto, tiro con l'arco, atletica leggera, badminton, pallacanestro, pugilato, canoa, ciclismo, equitazione, scherma, calcio, ginnastica, pallamano, hockey su prato, judo, pentathlon moderno, canottaggio, vela, tiro, tennistavolo, taekwondo, tennis, triathlon, pallavolo, sollevamento pesi e lotta) mentre altri tre (boccia, goalball e rugby in carrozzina) sono dedicati a sport paralimpici. Gli impiegati della Royal Mint e i loro famigliari hanno stabilito un record mondiale lanciando contemporaneamente in aria 1 697 di queste monete nell'ottobre 2010.
Esiste poi un tipo commemorativo del 50º anniversario di fondazione del WWF: disegnato da Matthew Dent, è caratterizzato da un rovescio senza legenda, dove sono raffigurate diverse specie animali; al centro è il celebre panda simbolo dell'organizzazione. In esergo la data 2011.

## Pezzi coniati
| Anno | Zecca       | Pezzi coniati | Note                                             |
| ---- | ----------- | ------------- | ------------------------------------------------ |
| 1969 | Llantrisant | 188 400 000   |                                                  |
| 1970 | Llantrisant | 19 461 500    |                                                  |
| 1971 | Llantrisant | ?             | Coniata esclusivamente per collezionisti         |
| 1972 | Llantrisant | ?             | Coniata esclusivamente per collezionisti         |
| 1973 | Llantrisant | 89 775 000    |                                                  |
| 1974 | Llantrisant | ?             | Coniata esclusivamente per collezionisti         |
| 1975 | Llantrisant | ?             | Coniata esclusivamente per collezionisti         |
| 1976 | Llantrisant | 43 746 500    |                                                  |
| 1977 | Llantrisant | 49 536 000    |                                                  |
| 1978 | Llantrisant | 72 005 500    |                                                  |
| 1979 | Llantrisant | 58 680 000    |                                                  |
| 1980 | Llantrisant | 89 086 000    |                                                  |
| 1981 | Llantrisant | 74 002 000    |                                                  |
| 1982 | Llantrisant | 51 312 000    |                                                  |
| 1983 | Llantrisant | 62 824 904    |                                                  |
| 1984 | Llantrisant | 158 820       | Coniata esclusivamente per collezionisti         |
| 1985 | Llantrisant | 682 103       |                                                  |
| 1986 | Llantrisant | 167 000       | Coniata esclusivamente per collezionisti         |
| 1987 | Llantrisant | 172 000       | Coniata esclusivamente per collezionisti         |
| 1988 | Llantrisant | 134 000       | Coniata esclusivamente per collezionisti         |
| 1989 | Llantrisant | 78 000        | Coniata esclusivamente per collezionisti         |
| 1990 | Llantrisant | ?             | Coniata esclusivamente per collezionisti         |
| 1991 | Llantrisant | ?             | Coniata esclusivamente per collezionisti         |
| 1992 | Llantrisant | 109 000       |                                                  |
| 1993 | Llantrisant | ?             | Coniata esclusivamente per collezionisti         |
| 1994 | Llantrisant | 6 705 520     |                                                  |
| 1995 | Llantrisant | ?             | Coniata esclusivamente per collezionisti         |
| 1996 | Llantrisant | ?             | Coniata esclusivamente per collezionisti         |
| 1997 | Llantrisant | 456 364 100   |                                                  |
| 1998 | Llantrisant | 64 306 500    |                                                  |
| 1999 | Llantrisant | 24 905 000    |                                                  |
| 2000 | Llantrisant | 17 915 500    |                                                  |
| 2001 | Llantrisant | 84 998 500    |                                                  |
| 2002 | Llantrisant | 23 907 500    |                                                  |
| 2003 | Llantrisant | 23 583 000    |                                                  |
| 2004 | Llantrisant | 35 315 500    |                                                  |
| 2005 | Llantrisant | 25 363 500    |                                                  |
| 2006 | Llantrisant | 24 567 000    |                                                  |
| 2007 | Llantrisant | 11 200 000    |                                                  |
| 2008 | Llantrisant | 26 247 000    | Di cui 22 747 000 con il nuovo conio di rovescio |
| 2009 | Llantrisant | 210 000       |                                                  |
| 2010 | Llantrisant | 7 010 090     |                                                  |
| 2011 | Llantrisant | 1 000 000     |                                                  |

### Serie Londra 2012
| Sport               | Zecca       | Pezzi coniati | Note |
| ------------------- | ----------- | ------------- | ---- |
| Nuoto               | Llantrisant | 1 010 000     |      |
| Tiro con l'arco     | Llantrisant | 1 010 000     |      |
| Atletica leggera    | Llantrisant | 1 010 000     |      |
| Badminton           | Llantrisant | 1 005 000     |      |
| Pallacanestro       | Llantrisant | 1 005 000     |      |
| Boccia              | Llantrisant | 1 005 000     |      |
| Pugilato            | Llantrisant | 805 000       |      |
| Canoa               | Llantrisant | 1 010 000     |      |
| Ciclismo            | Llantrisant | 800 000       |      |
| Equitazione         | Llantrisant | 1 005 000     |      |
| Scherma             | Llantrisant | 1 005 000     |      |
| Calcio              | Llantrisant | 500 000       |      |
| Goalball            | Llantrisant | 1 005 000     |      |
| Ginnastica          | Llantrisant | 1 007 313     |      |
| Pallamano           | Llantrisant | 1 005 000     |      |
| Hockey su prato     | Llantrisant | 1 001 000     |      |
| Judo                | Llantrisant | 1 005 000     |      |
| Pentathlon moderno  | Llantrisant | 705 000       |      |
| Canottaggio         | Llantrisant | 1 005 300     |      |
| Vela                | Llantrisant | 1 005 000     |      |
| Tiro                | Llantrisant | 1 005 000     |      |
| Tennistavolo        | Llantrisant | 1 010 000     |      |
| Taekwondo           | Llantrisant | 1 005 000     |      |
| Tennis              | Llantrisant | 605 000       |      |
| Triathlon           | Llantrisant | 1 011 000     |      |
| Pallavolo           | Llantrisant | 1 005 000     |      |
| Sollevamento pesi   | Llantrisant | 1 105 000     |      |
| Rugby in carrozzina | Llantrisant | 505 000       |      |
| Lotta               | Llantrisant | 505 000       |      |